# چخوچینک
چخوچینک (به لاتین: Ciechocinek، تلفظ: [t͡ɕɛxɔˈt͡ɕinɛk]) یک شهرک در لهستان است که در شهرستان آلکساندروف واقع شده‌است.

## خصوصیات
چخوچینک ۱۵٫۵۹ کیلومترمربع مساحت و ۱۰٬۷۷۳ نفر جمعیت دارد و ۴۰ متر بالاتر از سطح دریا واقع شده‌است.

## خواهرخوانده
شهر باد دورنبرگ خواهرخواندهٔ چخوچینک هست.